# A Taste of Honey (노래)
〈A Taste of Honey〉는 바비 스콧과 릭 마로우가 쓴 팝 스탠더드 곡이다. 원래 동명의 1958년도 영국 연극을 위해 1960년 브로드웨이 버전의 기악곡을 쓴 것으로 1965년 허브 알버트가 불러 그래미상의 네 개 부문을 수상한다. 보컬이 있는 버전은 빌리 디 윌리엄스가 1961년 프리스티지 레이블을 통해 발표한 것이 시초다. 1963년 비틀즈가 데뷔 음반을 위해 커버했다. 바브라 스트라이샌드는 자신이 카바레에서 일하던 시기에 곡을 자신의 공연 일부에 추가한 바 있고 데뷔 음반에 녹음 뒤 수록해 컬럼비아를 통해 발표, 1963년 그래미 올해의 앨범상을 수상했다.
여러 번 음악가들에 의해 커버된 바 있으며, 한편 리프라이즈 레코드는 리버티 레코드로 위장해 디스크 자키에게 거짓 정보를 통신해 에디 카노 버전 대신 마틴 데니 버전을 송출하도록 했다.

## 비틀즈 버전
비틀즈는 레니 웰치가 부른 버전을 차용해 살짝 후렴 가사를 바꾼뒤 1962년의 공연 레퍼토리로 사용했다. 그리고 당시 애커 빌릭의 기악곡 버전이 영국에서 유행하고 있었고, 그래서 비틀즈는 자신들의 1963년도 데뷔 음반 《Please Please Me》에 커버해 수록하기로 했다. 이러한 로큰롤 이외의 곡을 즐겨 듣고 있던 것은 폴 매카트니로, 폴은 아버지나 할아버지가 아마추어 재즈 뮤지션이었던 일도 있었기 때문에 이러한 넘버를 듣고 자랐다고 말했다. 하지만 존 레논은 오로지 로큰롤을 좋아했기 때문에 이 곡을 싫어했다. 따라서 자신의 라이브에서는 "A Waste Of Money (돈의 낭비)"로 가사를 바꿔 노래하기도 했다. 이 시기의 라이브 버전이 1977년도 음반 《Live! at the Star-Club in Hamburg, Germany; 1962》에 수록됐다.
미국에서는 비제이 사의 음반 《Introducing... The Beatles》에 담겨 처음 선을 보였다. 이들은 BBC 라이오 방송 《히어 위 고》, 《슬라이드 바이 슬라이드》, 《이지 비트》 등에서도 공연한 바 있다. 1967년 폴 매카트니는 곡과 동명의 연극에서 가사를 따와 〈Your Mother Should Know〉를 작곡했다.

#### 참여 인원
- 폴 매카트니 - 리드 보컬, 베이스
- 존 레논 - 통기타, 백 보컬
- 조지 해리슨 - 리드 기타, 백 보컬
- 링고 스타 - 브러시 드럼

노먼 스미스가 엔지니어로 참여

## 참고 문헌
- The Billboard Book of Top 40 Hits, 6th Edition, 1996